# Forum Philosophicum
Forum Philosophicum – czasopismo naukowe będące półrocznikiem ukazującym się od 1996 r. wydawanym przez Uniwersytet Ignatianum w Krakowie. Tematyka czasopisma skupia się na filozofii inspirowanej wiarą oraz relacjami między filozofią, wiarą i racjonalnością. Czasopismo jest indeksowane przez najważniejsze bazy naukowe na świecie: Scopus, EBSCO, Philosophy Documentation Center, DOAJ, The Philosopher's Index.

## Punktacja czasopisma
W wykazie czasopism naukowych Ministerstwa Edukacji i Nauki z 30 grudnia 2021 r. półrocznik uzyskał 100 punktów.